# 东岸街道
东岸街道，是中华人民共和国湖南省长沙市芙蓉区下辖的一个乡镇级行政单位。

## 行政区划
东岸街道下辖以下地区：
东屯村、望龙村、东岸村和杉木村。